# Тадеуш Риштејн
Тадеуш Риштејн (пољ. Tadeusz Reichstein, 20. јул 1897, Влоцлавек, Конгресна Пољска — 1. август 1996, Базел, Швајцарска) био је пољско-швајцарски хемичар, награђен Нобеловом наградом за физиологију или медицину 1950. године. Осим тога, награђен је и Коплијевом медаљом 1968. и Наградом Мачел Беноист 1947.

## Живот и каријера
Риштејн је рођен у пољско-јеврејској породици у Влоцлавеку у Руској Империји. Његови родитељи били су Гастава Брокман и Изидор Риштејн. Детињство је провео у Кијеву, где је његов отац радио као инжењер. Образовање је започео у интернату у Јени (Немачка), да би са 8 година стигао у Базел (Швајцарска).
Риштејн је студирао код Херман Штаудингерa током његовог кратког боравка на Техничком универзитету у Карлсруеу. Ту је упознао Леополда Ружичку, такође докторанта.
Године 1933, док је радио у Цириху, Риштејн је, независно од Волтера Нормана Хауорта и његових помоћника, успео да синтетише витамин Ц, методом која се данас назива Риштејнов процес. Године 1937. именован је за ванредног професора на ETHZ.
Године 1937. Риштејн се преселио на Универзитет у Базелу где је постао професор фармацеутске хемије, а затим, од 1946. до пензионисања 1967, органске хемије.
Године 1950. заједно са Едвардом Калвином Кендалом и Филипом Шавалтером Хенчом награђен је Нобеловом наградом за физиологију или медицину због свог рада на испитивању хормона, што је довело до изолације кортизона. Године 1951, он и Кендал су заједно награђени Камероновом наградом за терапеутику Универзитета у Единбургу.
У последње три деценије свог живота, Риштејн је показивао највеће интересовање за цитологију папрати, publishing at least 80 papers on these subjects in the last three decades of his life. Највише се бавио проучавањем броја хромозома и полиплоидима.
Био је ожењен Хенријетом Луиз са којом је имао једно дете. Преминуо је у Базелу у 99. години живота. Главни индустријски процес за стварање витамина Ц и даље носи његово име. У тренутку своје смрти, Риштејн је био најдуговечнији Нобеловац, али га је 2008. надмашила Рита Леви-Монталчини, која је живела 103 године.

## Пензионисање и смрт
Риштејн је преминуо у 99. години у Базелу у Швајцарској. Главни индустријски процес за вештачку синтезу витамина Ц још увек носи његово име. Риштејн је био најдуговечнији нобеловац у време његове смрти, али га је 2008. надмашила Рита Леви-Монталчини.

## Радови
- Eine wirksame kristallinische Substanz aus der Rinde der Nebenniere, Corticosteron. Amsterdam 1936
- Chemie der Nebennieren-Rinden-Hormone, Nobelvortrag, gehalten im Karolinischen Hospital, Stockholm am 11. Dezember 1950, Nordstedt 1951
- mit Oswald Renkonen und Othmar Schindler. Die Konstitution von Sinogenin: Glykoside und Aglykone. Zagreb 1957
- Die Zucker der herzaktiven Glykoside. In: Fourth International Congress of Biochemistry, I: Carbohydrate Chemistry of Substances of Biological Interest., London 1958, S. 124–139.
- mit Bernhard Lang und M. Maturova: Isolierung der Substanzen aus „Gloriosa superba Levin“. Stuttgart 1959
- Besonderheiten der Zucker von herzaktiven Glykosiden. Weinheim 1962
- mit Adolf Portmann als Herausgeber. Hormone – Stoffe, die das Leben steuern. Basel 1967